# Vietteella madagascariensis
Vietteella madagascariensis is een vlinder uit de familie tandvlinders (Notodontidae). De wetenschappelijke naam van deze soort is voor het eerst geldig gepubliceerd in 1937 door Draeseke.
De soort komt voor in tropisch Afrika.